# Карфили (замък)
Замък Карфили (на уелски: Castell Caerffili; на английски: Caerphilly Castle) е средновековен замък, който доминира над пейзажа на град Карфили в Южен Уелс.
Замъкът е построен, за да възпре южните амбиции на Лиуелин ап Грифид.